# Leão (conde)

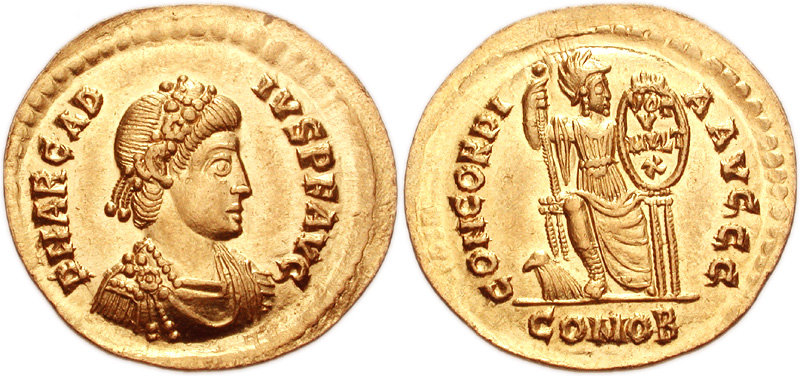
Soldo de Arcádio r.

Leão (em latim: Leo; m. 399) foi um oficial bizantino do século IV que esteve ativo durante o reinado do imperador Arcádio (r. 395–408). Diz-se que antes de servir nas fileiras do exército, envolveu-se com o comércio de tecelagem. Em 399, talvez como conde dos assuntos militares (comes rei militaris), foi enviado com Gainas à Ásia Menor para suprimir a revolta de Tribigildo.
Num primeiro momento estacionou suas tropas no Helesponto, então Gainas enviou-o à Panfília para protegê-la de Tribigildo. Lá, Leão sofreu ataques das tropas bárbaras enviadas por Gainas para nominalmente ajudá-lo. Um ataque de Tribigildo fez seu exército recuar e durante a fuga ele caiu e morreu. Leão, de acordo com os autores contemporâneos, viveu uma vida de irrestrita luxúria e foi libertino bêbado. Era gordo, pouco inteligente e falou de maneira arrogante com as pessoas. Segundo Claudiano, uma testemunha hostil, foi um general desastroso.